# Brita Högnäs-Sahlgren
Brita Ingeborg Högnäs-Sahlgren, född 1 augusti 1938 i Karleby, är en finländsk författare och förläggare.
Högnäs-Sahlgren är sedan 1959 utbildad socionom. Hon debuterade med novellsamlingen Ett hutlöst pris (1973), som följts av bland annat romanerna Skruven (1977), Anna Magdalena (1985) och Herman, min Herman (1988). Den dokumentära prosaboken Hautaviita (1982) tar upp ett omtvistat rättsfall till ny behandling.
Högnäs-Sahlgren skriver realistiskt och ofta polemiskt med ett starkt socialt och politiskt patos som drivkraft. Gärna skildrar hon individer i samhällets marginal. Tillsammans med sin make, TV-redaktören och författaren Karl Sahlgren grundade hon 1982 Sahlgrens förlag, som specialiserat sig på samhällsdebatterande litteratur både på svenska och finska.  